# Vä
Vä (dansk: Væ) er den sydligste del af byområdet Kristianstad i Kristianstads kommune og kirkeby i Vä sogn i det nordøstlige Skåne, med omkring 2500 indbyggere.

## Historie
Væ var en af Danmarks ældste byer. Biskop Simon i Odense skænkede i 1170 gods i Væ til ærkebiskop Eskils grundlæggelse af et præmonstratenserkloster og en tilknyttet kirke. Klosteret, men ikke kirken, brændte i 1213.
Bosættelser har været kendt siden det første århundrede e.v.t. Byen blev grundlagt formentlig i 1100-tallet på kongeligt initiativ på kongelev (kongelige godser). En medvirkende faktor til dannelsen byerne kan være præmonstratenserkloster, som dog efter branden i 1213 flyttede til Bäckaskog.
Under den danske periode havde Vä købstadsrettigheder og blev fra 1250'erne omtalt som by. Men allerede i det tidlige 1200-tal nævnes Vä  i Kong Valdemars jordebog. Byen blomstrede i middelalderen, de vigtigste håndværk var smedjevirksomhed. Vä var også berømt for sine sølvsmede.
I 1452 brændtes byen af Karl Knutssons tropper, i 1509 af Svante Nilsson (Sture) og i 1569 af hertug Karl (den senere Karl IX).
I 1612 blev byen plyndret og brændt under Kalmarkrigen af svenskerne under Gustav II Adolf (som skrev: "Vi har grasserat, skövlat, bränt och ihjälslagit alldeles efter vår egen vilja"), ligesom det skete i andre dele af det østlige Skåne. Byen mistede sin status som købstad, og bygningsresterne blev anvendt til Christian 4.s nye fæstningsby Christiansstad, som borgerne fra Væ og Åhus blev opfordret til at flytte til.